# Kakuryū Rikisaburō
Det här är en artikel om en person med japanskt personnamn; Kakuryū är familjenamnet.
Kakuryū Rikisaburō (japanska: 鶴竜 力三郎), född som Mangaldzjagavyn Anand (mongoliska: Мангалжалавын Ананд) 10 augusti 1985 i provinsen Süchbaatar i Mongoliet, var en professionell sumobrottare och den 71:e yokozunan.

## Bakgrund
Till skillnad från de tre mongoliska yokozunorna som föregått honom så var inte Kakuryus far själv sumobrottare (utan istället dekanus vid ett tekniskt universitet). När han var liten drömde Kakuryu om att bli framgångsrik inom basket men som 14-åring såg han en sumoturnering på tv och blev så imponerad av de mongoliska brottarna Kyokutenho och Kyokushuzan att han beslöt sig för att försöka bli sumobrottare. Han skrev ett brev som skickades till ett antal sumo-stall i Japan vilket ledde till att Izutsu-stallet bjöd inom honom och där har han sedan förblivit. När han för första gången reste till Japan så vägde han bara 65 kg, hans tränare skall ha varit tveksam och funderat på att istället göra honom till en tokoyama, sumons traditionella frisörer.
Kakuryu talar, förutom mongoliska, japanska, engelska och ryska.

## Sumo-karriär
Kakuryu gjorde debut 2001 (samma år som Hakuho som blev yokozuna redan 2007) men karriären gick inte spikrakt. Två gånger blev han degraderad från sandanme till jonidan och han tog 17 turneringar på sig innan han blev befordrad till makushita, något som är ovanligt långsamt för en framtida yokozuna.
Kakuryo nådde högsta divisionen makuuchi i november 2006, blev utnämnd till sekiwake i juli 2009 och komusubi i maj 2009. Hans första seger i högsta divisionen kom i hans 74:e turnering. Den segern var hans andra 14-1 resultat på raken vilket innebar att han i mars 2014 utnämndes till yokozuna.
Kakuryo drog sig tillbaka från den aktiva brottningen i mars 2021.